# Encarsia clara
Encarsia clara är en stekelart som först beskrevs av Alan Parkhurst Dodd 1917.  Encarsia clara ingår i släktet Encarsia och familjen växtlussteklar. Inga underarter finns listade i Catalogue of Life.